# Affichisten
Die Affichisten (frz.: affiche = Plakat) waren eine kleine Künstlergruppe, die vor allem Ende der 1940er bis in die 1960er Jahre auf den Straßen von Paris agierten. Der Begriff Affichist leitet sich von dem französischen Wort affiche ab, da Plakate die Grundlage der Arbeiten der Affichisten ausmachten. Das Wort Affichist heißt demnach so viel wie Plakatkünstler bzw. Plakatabreißer. Die Bewegung der Affichisten setzte als Gegenströmung zu den in den europäischen Nachkriegsjahren neuaufgekommenen Stilrichtungen des Informel ein.

## Beschreibung
Die Affichisten, zu denen die Franzosen Jacques de la Villeglé, Raymond Hains, Francois Dufrêne und später auch der Italiener Mimmo Rotella zählen, werden heutzutage oft als eine kleinere Gruppe der künstlerischen Bewegung Nouveau Réalisme wahrgenommen, deren Begründung auf das Jahr 1960 zurückzuführen ist. Die Affichisten, die schon um 1949 aktiv waren, waren maßgebend für ein neues Verständnis von Realität, das ihre Arbeiten sowie die der Nouveaux Réalistes prägte, und lassen sich somit als Pioniere für das neuartige Denken des Nouveau Réalisme sehen.
Inspiriert für die Kunst auf der Straße wurden die Plakatkünstler Hains und Villeglé groteskerweise von dem informellen Künstler Camille Bryen. Bryen wählte nämlich bei seiner Frottage Objet de la rue von 1936 die Oberflächenstruktur der öffentlichen Straßen, was zur damaligen Zeit sehr ungewöhnlich war und sich von den herkömmlichen surrealistischen Frottagen abgrenzte. Bryens Dichtungen dienten für Hains und Villeglé zunächst als Inspiration für ihre sprachlich-fotografischen Experimente, die zwar vom Lettrismus beeinflusst sind, sich jedoch durch den Einsatz eines technischen Hilfsmittels, und zwar geriffelten Gläsern, mit denen die Texte von den Affichisten visuell verzerrt bzw. verfremdet wurden, voneinander unterscheiden.
Villeglé und Hains verkehrten im Kreis der Lettristen, die eine Gruppe Pariser Künstler bilden, die sich mit experimenteller Poesie, Lautgedichten und visuellen Buchstabenverformungen beschäftigten. Somit waren zerrissene Schriftplakate, die sogenannten Décollagen, seit 1949 sehr beliebt bei den beiden Affichisten. Als eine Künstlerbewegung der Nachkriegszeit, bei der die Präsenz an den Krieg und seine verheerenden Folgen dominierte, beabsichtigten die Affichisten, die Realität mit all ihrer Verzerrung und Verwüstung in ihrer Kunst zum Ausdruck zu bringen. Ihre Ausdrucksmittel fanden sie folglich in den anonym zerrissenen Plakaten auf den Straßen, die die verzerrte Realität verkörperten, sowie in Experimenten mit Sprache, Fotografie und Film. Mit diesen Techniken, die sich grundsätzlich von dem Handwerk der informellen Künstler unterschieden, wollten sie die Wirklichkeit selbst einfangen, statt sie abzubilden und somit die Grenze zwischen Kunst und Leben überwinden.